# Acraea perenna
Acraea perenna är en fjärilsart som beskrevs av Doubleday 1847. Acraea perenna ingår i släktet Acraea och familjen praktfjärilar. Inga underarter finns listade i Catalogue of Life.